# Ørkenens Søn
Ørkenens Søn (originaltitel A Son of the Sahara) er en amerikansk stumfilm fra 1924 instrueret af Edwin Carewe og René Plaisetty.

## Medvirkende
- Claire Windsor som Barbara Barbier
- Bert Lytell som Raoul Le Breton
- Walter McGrail som Jean Duval
- Rosemary Theby som Rayma
- Marise Dorval som Annette Le Breton
- Montagu Love som Sultan Cassim Ammeh
- Paul Panzer
- Georges Chebat som Raoul
- Madame De Castilo